# Hans Ahrends
Johann „Hans“ Ahrends (* 18. November 1575 in Hilgendorf; † 5. Mai 1655 in Braunschweig) war ein deutscher Bürgermeister.

## Leben
Ahrends war im 17. Jahrhundert Bürgermeister des Weichbilds Hagen in Braunschweig.
Die anlässlich der Beisetzung seines Leichnams in der Katharinenkirche gehaltene Leichenpredigt erschien bei Andreas Dunker in Braunschweig in Druck. Sie trägt den Titel Christ-gläubiger Hülffes-Wunsch: Auß den Worten. Psalm XXXIIX. v. 22/ 23. Verlasse mich nicht Herr; mein Gott sey nicht ferne von mir etc. veranlasset/ Und bey der [...] Leichbegängniß Des [...] Herrn Hanß Ahrends/ Des Weichbildes Hagen/ in der Stadt Braunschweig alhie ... Burgemeisters. Als derselbe am IX. des Meymonats in S. Catharinen Kirchen hieselbst [...] beygesetzet ward. Vorgetragen.